# Сироткина, Ирина Евгеньевна
Ири́на Евге́ньевна Сиро́ткина (род. 5 августа 1963) — советский и российский историк психологии, антрополог. Кандидат психологических наук, доктор философии (PhD, по социологии). Ведущий научный сотрудник Института истории естествознания и техники имени С. И. Вавилова РАН.

## Биография
Ирина Сироткина родилась 5 августа 1963 года.
В 1985 году окончила психологический факультет Московского государственного университета имени М. В. Ломоносова. В 1989 году окончила очную аспирантуру Института истории естествознания и техники по специальности «История науки, науковедение». В том же году защитила диссертацию на соискание учёной степени кандидата психологических наук
В 2001 году окончила заочную аспирантуру Манчестерского университета и защитила диссертацию на соискание учёной степени доктора философии (специальность «Социология»).
Ирина Сироткина — ведущий научный сотрудник Института истории естествознания и техники имени С. И. Вавилова РАН.
В 2003—2009 годах читала учебный курс по истории психологии в Московском государственном лингвистическом университете.
Область научных интересов: интеллектуальная история, история психологии и психиатрии, история танца и двигательной культуры.